# Asiagomphus pacatus
Asiagomphus pacatus е вид водно конче от семейство Gomphidae.

## Разпространение
Видът е разпространен в Китай (Съчуан).